# Treva
La treva és l'acord entre bàndols en guerra per posar fi temporal a l'enfrontament directe, usualment per negociar una possible pau o per dates assenyalades (com la interrupció dels combats a Nadal durant la Primera Guerra Mundial). Aquest acord pot ser formal, aconseguit amb la diplomàcia, o bé informal. Va més enllà de l'alto el foc, perquè suposa la fi de les hostilitats, per exemple el moviment de tropes o posicions.